# Koslárd
Koslárd (románul: Coșlariu) település Romániában, Erdélyben, Fehér megyében.

## Fekvése
A Maros és a Kis-Küküllő összefolyásánál, Gáldtő északi szomszédjában fekvő település.

## Története
Koslárd nevét 1733-ban Koslár néven említette először oklevél.
1760-1762-ben Koslárd, 1888-ban Koslár, 1913-ban Koslárd néven írták.
1910-ben 421 lakosából 23 magyar, 21 német, 376 román volt. Ebből 370 görögkatolikus, 15 református, 14 izraelita volt.
A trianoni békeszerződés előtt Alsó-Fehér vármegye Tövisi járásához tartozott.